# John Wolyniec
John Wolyniec  (Staten Island, New York; 24 de enero de 1977) es un futbolista retirado y entrenador estadounidense.
Como jugador se desempeñaba de delantero, donde jugó gran parte de su carrera en el New York Red Bulls, hasta su retiro en 2010. Fue internacional absoluto con la selección de Estados Unidos en 2004, año que jugó dos encuentros. 

## Trayectoria

### Inicios
Wolyniec comenzó su carrera en el fútbol colegial de Estados Unidos en la Universidad de Fordham. En 1997 y 1998 fue el máximo goleador del fútbol colegial.

### Como futbolista
Fue elegido por el MetroStars en la séptima posición del Draft Universitario de la MLS 1999, aunque firmó un contrato con el Long Island Rough Riders de la A-League; fue llamado de regreso al MetroStars a finales de la temporada 1999.
En el 2000, fue seleccionado por el Chicago Fire en la posición 44 del SuperDraft de la MLS 2000. Ese año el Fire envió al jugador a préstamo al MLS Project 40, y luego al Milwaukee Rampage, donde anotó tres goles en cuatro encuentros. 
En el año 2001 fue intercambiado al New England Pevolution por Eric Wynalda. Fue despedido del club luego de jugar un encuentro, y pasó los siguientes dos años jugando en la A-League, donde vistió las camisetas del Rochester Raging Rhinos en 2001 y el Milwaukee Rampage en 2002, ganando la liga en ambos clubes.
En el 2003, el nuevo entrenador de los MetroStars, Bob Bradley, recontrató al jugador. En su regreso a New York, el delantero anotó siete goles en todas las competiciones, incluyendo el gol de la victoria en la semifinal de la U.S. Open Cup ante el D.C. United.
Luego de una mala racha en 2005, donde anotó dos goles en ocho encuentros, Wolyniec fue intercambiado al Columbus Crew por Ante Razov.
Luego de anotar tres goles en los Crew, en mayo de 2006 fue intercambiado a Los Angeles Galaxy. Ese mismo año, en el mes de agosto, regresó a New York y fichó por el New York Red Bulls. Esta fue su tercera etapa en el club, donde jugó cuando era conocido como los MetroStars.
Entre sus momentos destacados en su regreso a New York, está su temporada 2009 donde el delantero anotó goles en todas las competiciones que el club participó (MLS, US Open Cup, Liga de Campeones de la Concacaf, además los dos goles que anotó en la victoria por 3-0 ante el New England Revolution, en la U.S. Open Cup de 2010, en esa misma competencia también anotó dos goles al Colorado Rapids en 16avos.
Wolyniec fue dejado fuera del plantel del equipo el 30 de julio de 2010, su lugar fue ocupado por el nuevo fichaje del club, el francés Thierry Henry. El 9 de septiembre de 2010, el delantero estadounidense anunció su retiro como futbolista profesional para ocupar un cargo en la academia del Red Bull. El 15 de febrero de 2013 fue nombrado nuevo entrenador del equipo reserva del club.

### Selección nacional
Jugó a nivel internacional con la selección de Estados Unidos en 2004, con la que jugó dos encuentros amistosos, el 18 de enero contra Dinamarca y el 13 de marzo ante Haití.

### Como entrenador
Wolyniec fue el primer entrenador del New York Red Bulls II para la temporada inaugural de 2015. En su segundo año en el club consiguió el título de la USL Professional Division 2016, su equipo ganó la final al Swope Park Rangers por 5-1.

## Clubes

### Como jugador
| Club                         | País           | Año       |
| ---------------------------- | -------------- | --------- |
| Long Island Rough Riders     | Estados Unidos | 1999      |
| MetroStars                   | Estados Unidos | 1999      |
| Chicago Fire                 | Estados Unidos | 2000-2001 |
| MLS Project 40 (préstamo)    | Estados Unidos | 2000      |
| Milwaukee Rampage (préstamo) | Estados Unidos | 2000      |
| New England Revolution       | Estados Unidos | 2001      |
| Rochester Raging Rhinos      | Estados Unidos | 2001      |
| Milwaukee Rampage            | Estados Unidos | 2002      |
| Chicago Fire                 | Estados Unidos | 2002      |
| Metrostars                   | Estados Unidos | 2003-2005 |
| Columbus Crew                | Estados Unidos | 2005-2006 |
| Los Ángeles Galaxy           | Estados Unidos | 2006      |
| New York Red Bulls           | Estados Unidos | 2006-2010 |

### Como entrenador
| Club                  | País           | Año       |
| --------------------- | -------------- | --------- |
| New York Red Bulls II | Estados Unidos | 2015-2021 |

## Estadísticas
| Liga                  | Partidos | Goles |
| --------------------- | -------- | ----- |
| Major League Soccer   | 192      | 33    |
| United Soccer Leagues | 75       | 29    |
| US Open Cup           | 21       | 8     |
| MLS Playoffs          | 12       | 2     |
| USL Playoffs          | 5        | 2     |

## Títulos

### Como jugador

#### Títulos nacionales
| Título        | Club                    | País           | Año  |
| ------------- | ----------------------- | -------------- | ---- |
| U.S. Open Cup | Chicago Fire            | Estados Unidos | 2000 |
| USL A-League  | Rochester Raging Rhinos | Estados Unidos | 2001 |
| USL A-League  | Milwaukee Rampage       | Estados Unidos | 2002 |

### Como entrenador

#### Títulos nacionales
| Título           | Club                  | País           | Año  |
| ---------------- | --------------------- | -------------- | ---- |
| USL Championship | New York Red Bulls II | Estados Unidos | 2016 |